# Acrosemia vulpecularia
Acrosemia vulpecularia là một loài bướm đêm trong họ Geometridae.